# Syrrusis vau
Syrrusis vau là một loài bướm đêm trong họ Noctuidae.